# Rafael L. Silva
Rafael L. Silva (nascido em 18 de junho de 1994) é um ator brasileiro-americano mais conhecido por seu papel como Carlos Reyes em 9-1-1: Lone Star.

## Biografia
Silva nasceu em Belo Horizonte, Minas Gerais, Brasil. Quando era pequeno, ele queria seguir carreira no cuidado de animais, assim como seu avô e seus tios. No entanto, sua família mudou-se para Harrison, Nova Jérsei, quando ele tinha treze anos. Silva foi atingido por um choque cultural que fez com que ele se tornasse introvertido e medroso ao falar em público.
Ele começou a atuar ainda no ensino médio para superar seu medo. “Comecei a atuar quando estava no primeiro ano do ensino médio. Eu costumava ter muito medo de falar em público. Achei que se você tivesse medo de alguma coisa, seria melhor estar no olho do furacão. Então comecei a atuar porque tinha medo de falar em público...” Depois de se formar na Universidade Pace, ele fez aparições em Madam Secretary e Fluidity.

## Vida pessoal
Silva é praticante de jiu-jitsu brasileiro, tendo treinado com Royce Gracie. Também dança e é fluente em português, inglês e espanhol.
Ele é abertamente gay.

## Filmografia
| Ano       | Título            | Personagem                 | Notas                        |
| --------- | ----------------- | -------------------------- | ---------------------------- |
| 2015      | Drunk Art Love    | Ed                         | Minissérie                   |
| 2017      | Unpaid Interns    | Jay "Pennystock" Meirelles | Curta-metragem               |
| 2018      | Narrator Syndrome | Homem Sem Rosto #3         | Curta-metragem               |
| 2019      | Madam Secretary   | Oscar Cortez               | Episódio: "Something Better" |
| 2019      | Fluidity          | Raul                       |                              |
| 2020      | The Corps         | Darryl Silvanos            | Websérie                     |
| 2020-2025 | 9-1-1: Lone Star  | Carlos Reyes               | Elenco principal             |
| 2025      | The Waterfront    | Shawn West                 | Elenco principal             |